# مايا كارين
مايا كارين (بالملايوية: Maya Karin)‏ هي مغنية وممثلة ماليزية، ولدت في 29 أكتوبر 1979 ببايرويت في ألمانيا.

## وصلات خارجية
- مايا كارين على موقع IMDb (الإنجليزية)
- مايا كارين على موقع ميوزك برينز (الإنجليزية)
- مايا كارين على موقع ديسكوغز (الإنجليزية)
- مايا كارين على موقع قاعدة بيانات الفيلم (الإنجليزية)